# EN247-1
A estrada EN 247-1 era uma estrada nacional de Portugal localizada no distrito de Leiria e no distrito de Lisboa. Está desclassificada de acordo com o Plano Rodoviário Nacional.

## Percurso

### Caminho Da Foz - Bombarral
| Nome da Saída/Localidade Intermédia | Estrada que liga |
| ----------------------------------- | ---------------- |
| Caminho da Foz                      | N 247            |
| Estrada desclassificada             |                  |
| Bombarral                           | N 361            |